# Barbourula busuangensis
Barbourula busuangensis là một loài cóc trong họ Bombinatoridae. Trong tiếng Anh, nó có tên gọi là Philippine flat-headed frog (cóc đầu bẹt Philippines), Palawan flat-headed frog (cóc đầu bẹt Palawan), Busuanga jungle toad (cóc rừng Busuanga), Busuanga disk-tongued toad (cóc lưỡi đĩa Busuanga), Philippine aquatic frog (ếch thủy sinh Philippines). Đây là loài đặc hữu Busuanga, Culion, Balabac, và Palawan của Philippines. Nó sống trong những dòng suối nước trong và đang dần mất môi trường sống.

## Mô tả
Barbourula busuangensis là một loài lưỡng cư không đuôi chủ yếu sống thủy sinh. Cơ thể nó dẹp theo chiều lưng-bụng với mắt, mũi nằm trên đỉnh đầu. Nó không có tai ngoài. Cả chân trước và sau đều khoẻ, giữa mỗi ngón chân đều có màng bơi. Bề mặt cơ thể phủ mụt lồi nhỏ. Loài này có màu đen-xanh đen với vài vạt da màu lục mờ.

## Phân bố và môi trường sống
Đây là loài đặc hữu Philippines, có mặt trên các đảo Busuanga, Culion, Balabac, Palawan miền tây đất nước. Môi trường sống của B. busuangensis là những dòng suối sạch, nước chảy nhanh trong rừng mưa đất bằng ở độ cao dưới 800 m (2.600 ft) trên mực nước biển. Nó thường nổi trên mặt nước, nhưng rất nhút nhát và nhanh chóng lặn xuống khi có động.

## Sinh sản
Người ta không biết gì nhiều về tập tính sinh sản của B. busuangensis và cũng chưa quan sát được nòng nọc. Con cái mang bầu trứng to nhưng ít trứng, trong suốt. Điều này làm một số học giả phỏng đoán rằng cá thể loài này không trải qua giai đoạn nòng nọc. Nỗ lực làm loài này sinh sản trong phòng thí nghiệm đến nay vẫn chưa thành công.

## Tình trạng
IUCN coi đây là "loài sắp bị đe dọa". Lý do là B. busuangensis chỉ sống tại một vài nơi, các quần thể lại tách biệt nhau, và số lượng ngày một giảm. Các mối đe doạ chính là môi trường sống suy thoái và ảnh hưởng từ sự thay đổi tập quán canh tác nông nghiệp, cùng việc khai thác đá, khai thác mỏ.